# Soukhoï SuperJet 100
Dimensions

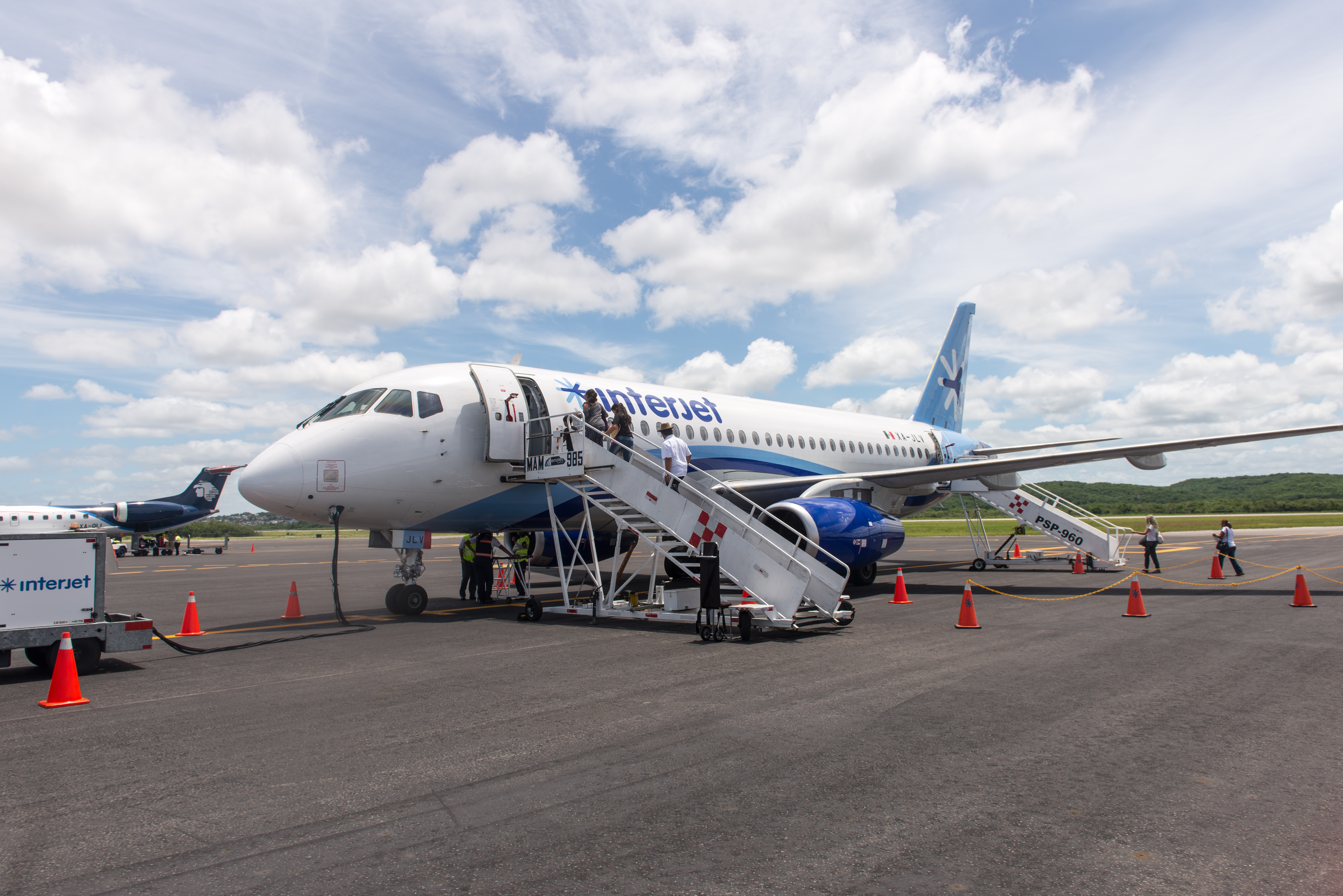
Sukhoi SuperJet 100 (Campeche, Mexico).

Le SJ-100  (jusqu'en 2023 Soukhoï SuperJet 100, abréviation : SSJ100 ; aussi connu sous son ancien nom Russian Regional Jet ou RRJ ; en russe : Сухой Су-перджет 100) est une famille d'avions de transport régional de la société Soukhoï Civil Aircraft Company (SCAC). Le premier vol a eu lieu le 19 mai 2008.
Le SuperJet 100 devrait être décliné en plusieurs versions selon la longueur du fuselage pour une capacité d'embarquement allant de 75 à 95 passagers.
En 2014, une version affaires du Soukhoi SuperJet 100 a été mise à son tour en service[réf. souhaitée].

## Conception
L'avion est équipé du moteur PowerJet SaM146 développé conjointement par le motoriste français Snecma et le motoriste russe NPO Saturn, regroupés au sein de la coentreprise PowerJet. La société Hispano-Suiza, partenaire majeur de ce programme, fournit l’intégralité du système de régulation de ce turboréacteur. Hispano-Suiza a étudié et conçu la quasi-totalité des équipements de régulation tels que le FADEC (Full Authority Digital Engine Control) et le FMU (Fuel Metering Unit) entre autres. Concernant la réduction des coûts d’exploitation de ce moteur la section ASL (Assistance au soutien logistique) du département après-vente d’Hispano-Suiza a mené tout au long du développement de ce moteur des études afin que le système et les équipements de régulation soient maintenus en opération « ON CONDITION » c'est-à-dire sans opération de révision périodique.
La société Aircelle fournit les nacelles de ce nouveau réacteur. Le large usage des matériaux composites permet des gains de masse appréciables et de bonnes performances acoustiques, sans rien sacrifier à la résistance. Autre point notable, la nacelle du SaM146 utilise des inverseurs à portes latérales de type « Papillon ». D'autres sociétés françaises sont parties prenantes dans ce programme (Thales Avionics, Thales Training & Simulation, Intertechnique, Liebherr, ECE, Leach International, Saft, Okal, Saint-Gobain Sully, Sogitec, Le Bozec…). Les autres fournisseurs majeurs sont en majorité nord-américains (Parker, BE Aerospace, Honeywell, Goodrich, Curtiss-Wright…).

Le constructeur américain Boeing est également associé au développement du jet.
L'avion marque la diversification de Soukhoï vers le domaine civil.
Le 15 août 2023, le consortium aéronautique russe Irkout prend le nom de Yakovlev, le bureau d'études qui lui a été rattaché en 2004, le Soukhoï SuperJet 100 prend le nom de SJ-100.

## Marchés
Le principal marché visé est le remplacement de vieux appareils en service sur les lignes régionales russes et de la CEI, comme les Yakovlev Yak-40, Yakovlev Yak-42, ou les Tupolev Tu-134. Le principal concurrent local devait être le Tu-334, mais seuls deux exemplaires ont été construits avant l'annulation du projet. L'avionneur vise aussi l'export, pour lequel Soukhoï peut compter sur le soutien d'Alenia Aeronautica et le partenariat avec Boeing. Pour les avions destinés aux compagnies occidentales, un site de livraison et de support à l'exploitation a été créé à Venise avec du personnel aux effectifs mi-italiens, mi-russes, employés par la JV SuperJet International (51 % Alenia Aeronautica et 49 % SCAC).
L'effort de Soukhoï pour vendre ses avions aux compagnies occidentales rencontre divers obstacles, entre autres à la suite de l'accident en Indonésie d'un Soukhoï SuperJet 100. De plus, Armavia a décidé de se séparer de son unique Soukhoï SuperJet 100, notamment à la suite de plusieurs incidents techniques survenus sur l'appareil. La compagnie Armavia renonce aussi à l'achat d'un second appareil en option.
Des problèmes techniques et un service après-vente n'étant pas à la hauteur font qu'en 2018 une partie de la flotte d'Interjet est clouée au sol et que cette compagnie veut que Soukhoï les reprenne.
Du fait de la part dépassant les 10 % de composants provenant des États-Unis, il ne peut être fourni aux compagnies aériennes de l'Iran à la suite de l'alourdissement des sanctions touchant ce pays depuis 2018.
Les sanctions occidentales à la suite de l'invasion de l'Ukraine par la Russie débutant en février 2022 entravent la production.

## Commandes, livraisons et opérateurs
| Date                           | Compagnie                           | Date de Livraison | Commandes fermes (annulations) | Livraisons | En service | Remarques |
| ------------------------------ | ----------------------------------- | ----------------- | ------------------------------ | ---------- | ---------- | --- |
| 7 août 2005                    | Finance Leasing Company (FLC)       | ?                 | 10                             | —          | —          | Loueur d'avions. Statut de la commande inconnu |
| 7 décembre 200515 janvier 2015 | Aeroflot                            | 2011-2018         | 10 + 3020                      | 60         | 49         | Les 10 premiers exemplaires livrés ont été retirés du service après un an d'utilisation. 7 d'entre eux ont été revendus aux compagnies Centre-South et Red Wings Airlines                                                |
| 14 septembre 2007              | Armavia                             | 2011              | 2 (-1)                         | 1          | 0          | Compagnie aérienne en faillite. L'avion livré (c/n 95007) n'est pas exploité. Le second avion commandé a été livré à Moskovia Airlines (c/n 95021)                                                                       |
| 15 juillet 2008                | UTair                               | —                 | 24 (-24)                       | —          | —          | Livraisons annulées en raison de difficultés financières. Six appareils déjà construits; trois (c/n 95062, 67 & 70) livrés à Yamal Airlines, deux (c/n 95077 & 83) à Yakutia Airlines et le dernier (c/n 95060) à Comlux |
| 5 décembre 2008                | Kartika Airlines                    | —                 | 15 (-15),                      | —          | —          | Compagnie aérienne en faillite |
| 17 juin 2009                   | Gazpromavia                         | 2013-2015         | 10                             | 10         | 10         | |
| 21 août 2009                   | Yakutia Airlines                    | 2012-2016         | 4                              | 4          | 5          | 4 avions neufs (dont 2 destinés initialement à UTair) + un ex-Red Wings Airlines (c/n 95021) |
| 21 mai 2010                    | Lao Central Airlines                | 2013              | 3 (-2)                         | 1          | 0          | Les deux avions non-livrés (c/n 95030 & 95037) ont été attribués à l'Administration présidentielle russe |
| 21 juillet 2010                | Orient Thai Airlines                | ?                 | 12                             | —          | —          | Statut de la commande inconnu |
| 21 juillet 2010                | Pearl Aircraft Corporation,         | ?                 | 30                             | —          | —          | Loueur d'avions. Statut de la commande inconnu |
| 17 janvier 2011                | Interjet,                           | 2013-2016         | 30                             | 22         | 21         | +1 avion hors-service, endommagé par un accident sur le tarmac en octobre 2015. En septembre 2018, est en pourparlers pour revendre sa flotte à la suite d'une série de problèmes de maintenance                         |
| 21 juin 2011                   | Sky Aviation                        | 2012- ?           | 12                             | 3          | 0          | Compagnie aérienne en faillite, en attente de relance de ses opérations. Commandes suspendues. |
| 22 juin 2011                   | Blue Panorama Airlines              | —                 | 8 (-8)                         | —          | —          | Compagnie aérienne en faillite |
| 19 août 2011                   | Kuban Airlines                      | —                 | 12 (-12)                       | —          | —          | Compagnie aérienne en faillite |
| 19 août 2011                   | Moskovia Airlines                   | 2013              | 1                              | 1          | 0          | L'avion livré était le second destiné à Armavia (c/n 95021). Moskovia a exploité deux autres SSJ100 en 2013 et 2014 (c/n 95008 & 95010, ex-Aeroflot). Les 3 ont été vendus à Red Wings Airlines                          |
| 24 août 2011                   | Tajikistan Airlines                 | ?                 | 4                              | —          | —          | |
| 9 octobre 2011                 | Comlux                              | 2015              | 2                              | 1          | 1          | Cabine VIP (19 sièges) |
| 21 juin 2012                   | Transaero Airlines                  | —                 | 6 (-6)                         | —          | —          | Compagnie aérienne en faillite |
| 27 août 2013                   | Iliouchine Finance                  | ?                 | 20                             | —          | —          | |
| 27 août 2013                   | RusJet                              | 2014              | 1                              | 1          | 1          | En configuration VIP |
| 27 août 2013                   | Sberbank-leasing                    | ?                 | 20                             | —          | —          | |
| 20 décembre 2013               | Ministère de l'Intérieur            | 2013              | —                              | —          | 1          | Ex-Aeroflot (c/n 95011) |
| 20 décembre 2013               | Centre-South                        | 2014              | —                              | —          | 0          | A reçu deux anciens appareils d'Aeroflot (c/n 95012 & 95015), actuellement hors-service |
| 1er août 2014                  | Bek Air                             | 2015-2016         | 7                              | —          | —          | Commande suspendue |
| 8 septembre 2014               | Ministère des Situations d'urgence  | 2016-2025         | 8                              | 2          | 2          | |
| 8 octobre 2014                 | Red Wings Airlines                  | 2015              | 2                              | —          | 0          | Cinq exemplaires (c/n 95016 & 18 ex-Aeroflot et c/n 95008, 10 & 21 ex-Moskovia Airlines) exploités jusqu'en mai 2016, puis retournés pour défaut de paiement                                                             |
| 29 octobre 2014                | VLM Airlines                        | —                 | 2 (-2)                         | —          | —          | Commande annulée en 2016, compagnie aérienne en faillite. |
| 21 novembre 2014               | Force aérienne royale thaïlandaise  | 2016-2018         | 3                              | 3          | 3          | Premier opérateur export de la version VIP. Livraison en juillet 2016. |
| 8 décembre 2014                | Gouvernement russe                  | 2015              | —                              | 2          | 2          | Avions destinés à l'origine à Lao Central Airlines, mais jamais livrés (c/n 95030 & 95037) |
| 21 février 2015                | Bishwo Airways                      | ?                 | 5                              | —          | —          | |
| 7 août 2015                    | Police des frontières du Kazakhstan | 2016              | 1                              | 1          | 1          | |
| 13 octobre 2015                | Cityjet                             | 2016-2017         | 15                             | 7          | 0          | +3 aux couleurs de Brussels Airlines. À la suite de nombreux problèmes de fiabilité, sont retirés après un dernier vol le 7 janvier 2019 au et remplacés par des Bombardier CRJ-900                                      |
| 28 mars 2016                   | Yamal Airlines                      | 2016-2018         | 25                             | 18         | 16         | Dont trois initialement destinés à UTair. Un appareil cédé à IrAero et un à Azimuth Airlines. |
| 10 juin 2016                   | IrAero                              | 2016-2017         | 4                              | 4          | 9          | c/n 95008, 10, 16 et 18 ex-Red Wings Airlines, c/n 95062 ex-Yamal airlines et c/n 95119, 121, 124 et 126 neufs |
| 25 mars 2017                   | Brussels Airlines                   | 2017              | —                              | —          | 0          | Exploités par Cityjet jusqu'au 7 janvier 2019. |
| 7 juillet 2017                 | Azimuth Airlines                    | 2017              | 10                             | 7          | 8          | Dont un ex-Yamal Airlines |
| Total :                        | Total :                             | Total :           | 278                            | 147        | 136        | |

Le Soukhoï SuperJet 100, avion moderne issu d'une étroite collaboration avec des groupes aéronautiques occidentaux, est proposé à un prix catalogue de 29 millions de dollars, ce qui en fait un redoutable concurrent pour l'Embraer 175 et le Boeing 737-600 car bien moins cher,. Le président Vladimir Poutine s'est personnellement beaucoup investi dans ce projet industriel, symbole des ambitions russes d'amorcer une reconquête du marché de l'aviation civile.
SCAC espère à terme vendre 1 550 exemplaires. En 2015, la société revoit ses ambitions à la baisse. Après avoir produit 37 appareils en 2014, elle envisage d'en produire 17 en 2015. En 2016, 22 ont été en construction et 18 livrés. Le 23 novembre 2017, le 147e avion de série et le 29e de cette année a effectué son premier vol.

## Programme d'essais
Quatre appareils sont affectés aux essais en vol.
Le 26 septembre 2007, le premier exemplaire du Soukhoï SuperJet 100 [Msn 95001] est sorti de l'usine d'assemblage de Komsomolsk-sur-l'Amour. Le premier vol a eu lieu le 19 mai 2008,. Sa campagne d'essais est maintenant terminée après 280 vols.
Une cellule [Msn 95002] est affectée aux essais statiques de rupture et fut mise sous tension en juillet 2008.
Le deuxième appareil [Msn 95003] a effectué son premier vol le 24 décembre 2008 à Komsomolsk-sur-Amour.
Le troisième appareil [Msn 95004] a effectué son premier vol le 25 juillet 2009 à Komsomolsk-sur-Amour.
Le quatrième appareil [Msn 95005] a effectué son premier vol le 4 février 2010 à Komsomolsk-sur-Amour. Il est affecté aux essais des équipements de bord et de l'avionique. Il sera également utilisé pour les tests de sureté de fonctionnement et de protection incendie. Il est également prévu qu'il serve d'entraînement pour le personnel de cabine.
Une autre cellule [Msn 95006] fut transportée en novembre 2008 à l'Institut de Recherches Aéronautiques de Sibérie, à Novossibirsk pour des essais de fatigue.
La certification de type russe (IAC-AR) a été obtenue le 3 février 2011.
La livraison du premier SuperJet 100 à Armavia (SN 95007) a eu lieu à l'aéroport Zvartnots d'Erevan le 19 avril 2011. Il a été mis en service commercial pour des liaisons entre Erevan et Moscou, Athènes, Donetsk, Alep, Téhéran, Tel-Aviv et Simferopol.
Le 1er mai 2011, le premier vol européen d'Armavia a eu lieu entre Erevan et Venise (aéroport Marco Polo).
Le 16 juin 2011, Aeroflot a utilisé son SSJ100 SN 95008 pour un vol commercial entre Moscou (aéroport Sheremetyevo) et Saint-Pétersbourg (aéroport Pulkovo).
Le 21 juin 2011, SCAC et Alenia Aeronautica (Groupe Finmeccanica) ont annoncé lors du salon du Bourget le lancement de la version Business Jet du SSJ100 (SBJ).
Le 3 février 2012, la certification européenne de type A-176 de l'EASA pour le Soukhoi Superjet 100 (model RRJ-95B) a été obtenue par la SCAC.

## Accidents aériens

### 9 mai 2012
Le 9 mai 2012, un Soukhoï SuperJet 100 disparaît lors d'un vol de démonstration près de Jakarta en Indonésie avec à bord 33 Indonésiens, huit Russes, deux Italiens, un Français et un Américain. Le contact radio a été perdu peu après que l'équipage eut demandé à descendre à 6 000 pieds (1 830 m). L'avion a commencé sa descente mais a disparu des écrans de contrôle à une altitude de 5 500 pieds. La carcasse a été retrouvée sur un flanc abrupt du mont Salak à 50 km au sud de Jakarta (6° 43′ 08″ S, 106° 43′ 15″ E), à 1 676 m d'altitude. L’accident serait dû à une erreur de pilotage dans une zone où se sont déjà produit plusieurs accidents d’avion.

### 10 octobre 2018
Victime d'un train d'atterrissage défectueux, un SuperJet 100 a fait une sortie de piste à l'aéroport de Iakoutsk (Russie) mercredi 10 octobre 2018 à 3 h 20 (heure locale). Quatre passagers ont été blessés dans l'accident.

### 5 mai 2019
Le 5 mai 2019, un Soukhoï SuperJet 100 assurant le Vol Aeroflot 1492 effectue un atterrissage d'urgence après son décollage de l'aéroport Cheremetievo de Moscou (Russie). L’avion a été frappé par la foudre après le décollage. Les images disponibles laissent voir un atterrissage dur avec rebond détruisant une partie du train arrière et occasionnant un départ d'incendie. Le commandant de bord met en cause la foudre qui a détruit une partie des équipements de bord, dont la liaison avec la tour de contrôle. Il lui aurait été impossible de vidanger les réservoirs en toute sécurité au-dessus de Moscou l'appareil ne possédant pas de système de délestage en vol[réf. nécessaire]
. Il y a eu 41 morts dans cet accident,

### 12 juillet 2024
Le 12 juillet 2024, un des Soukhoi Superjet 100 propriété de Gazprom Avia s'écrase dans une forêt non loin de la ville de Kolomna dans l'Oblast de Moscou lors d'un vol d'essai faisant suite à des travaux de réparation dans une usine de construction aéronautique à Lukhovitsy. Les trois membres d'équipage à bord de l'appareil ont péri dans le crash,.

## Galerie

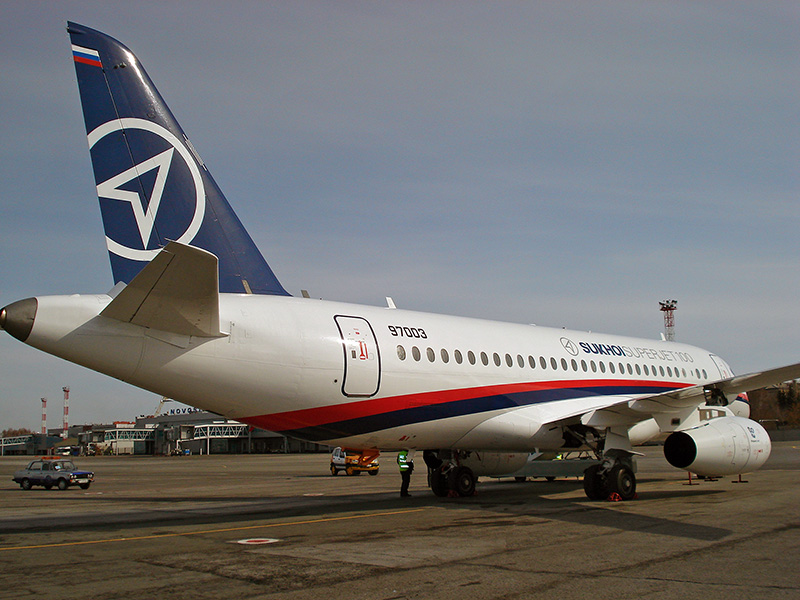
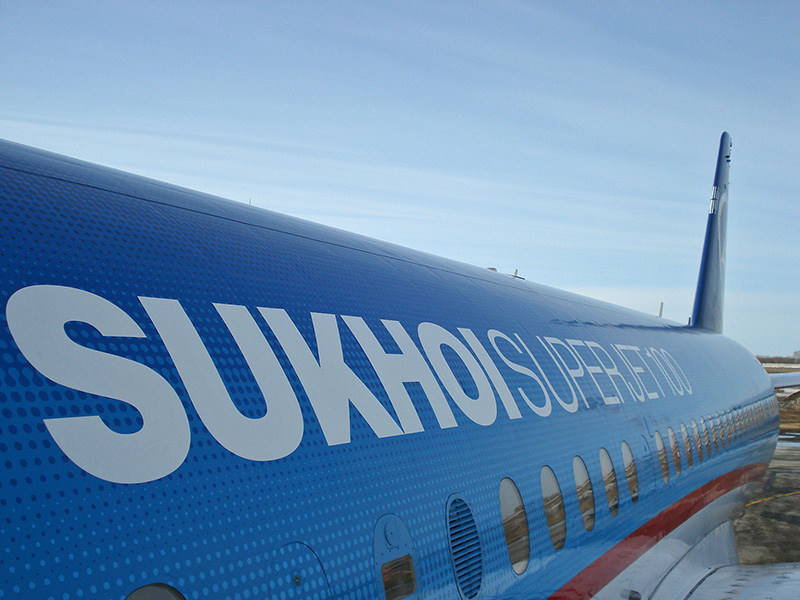
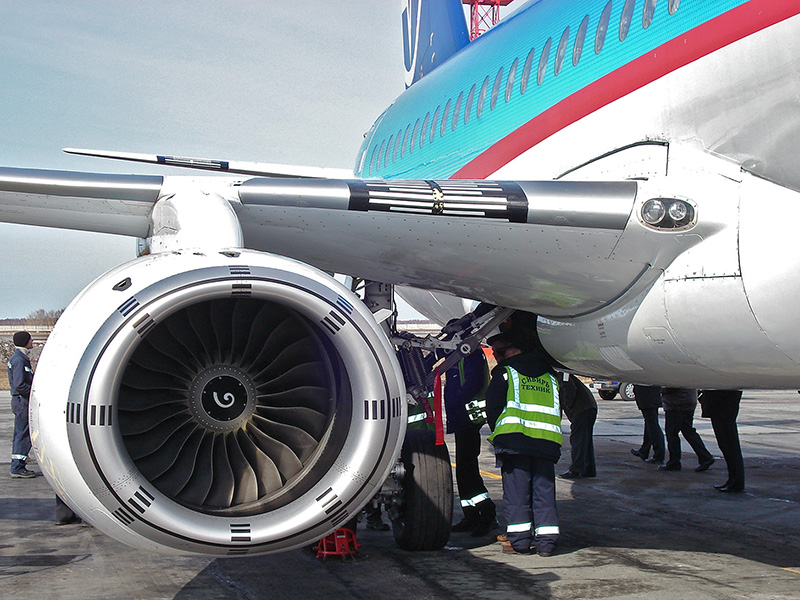
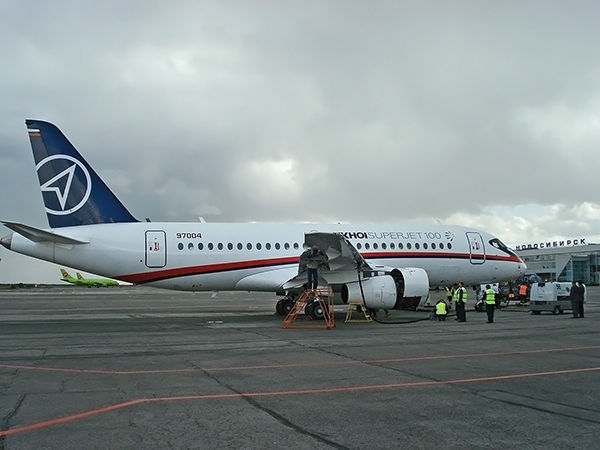
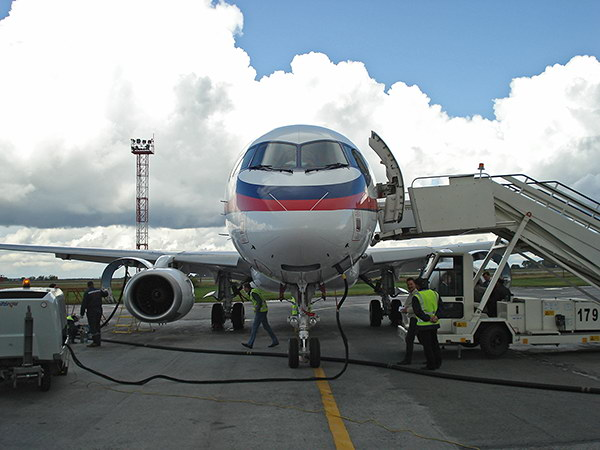

Cabine du Soukhoi Superjet 100
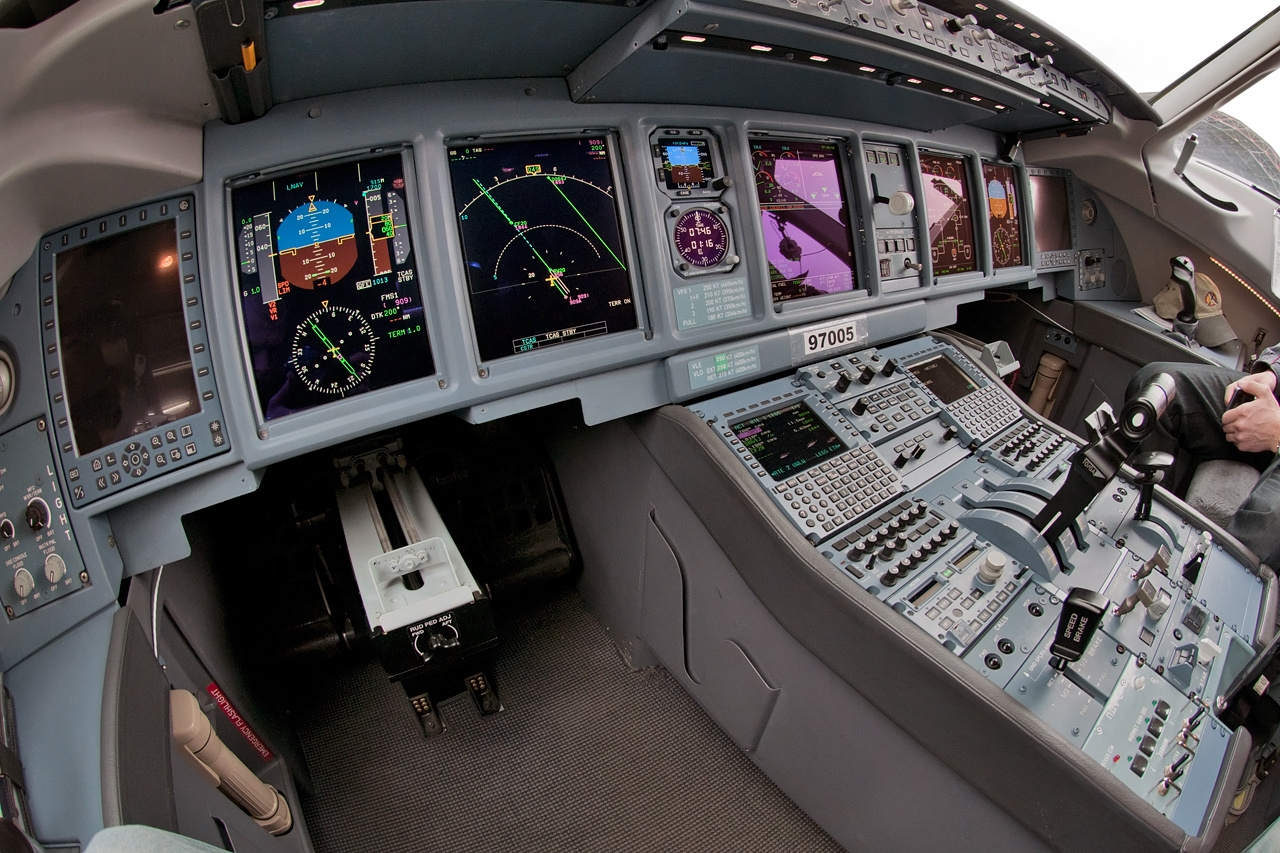
Sukhoi Superjet 100-95 cockpit
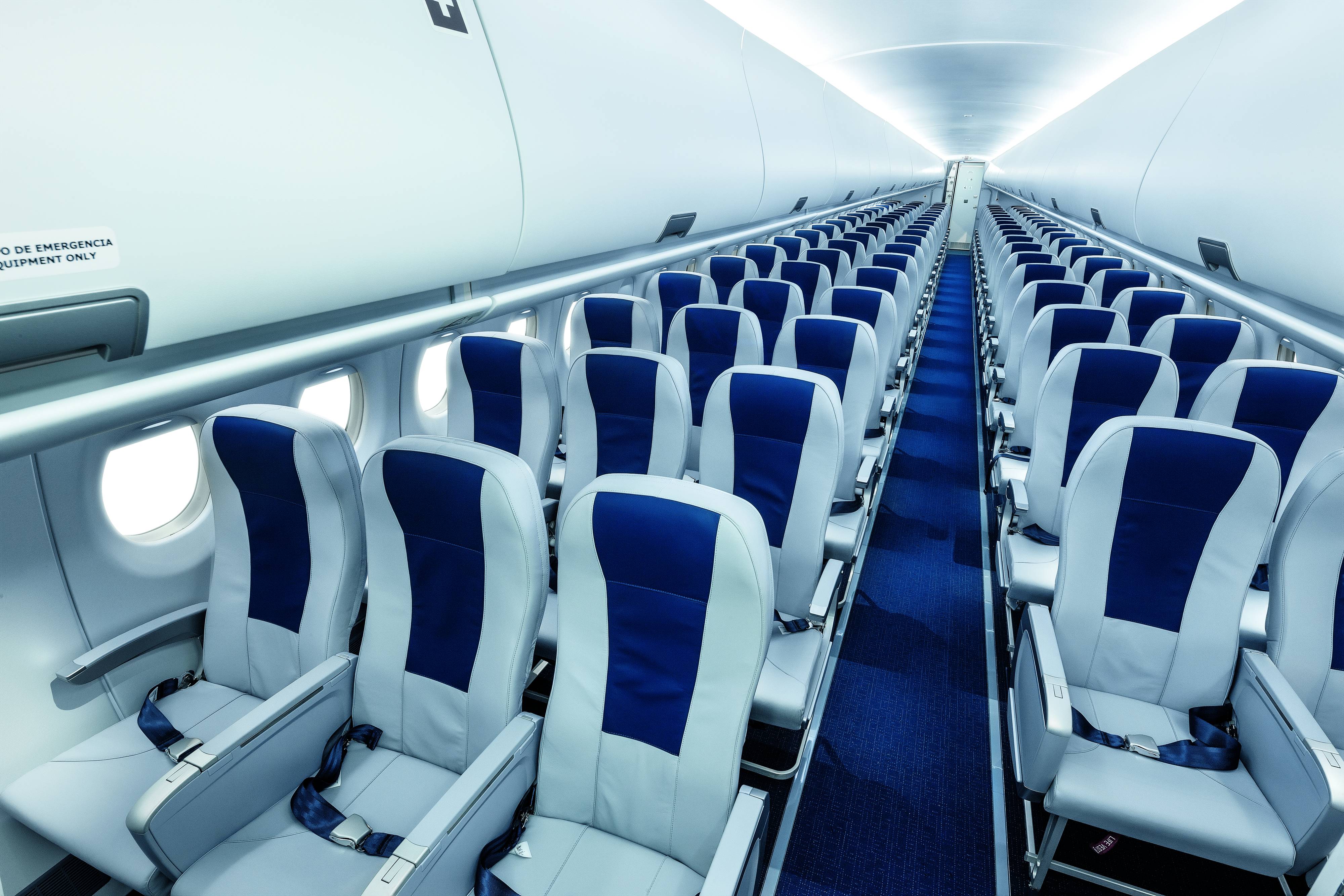
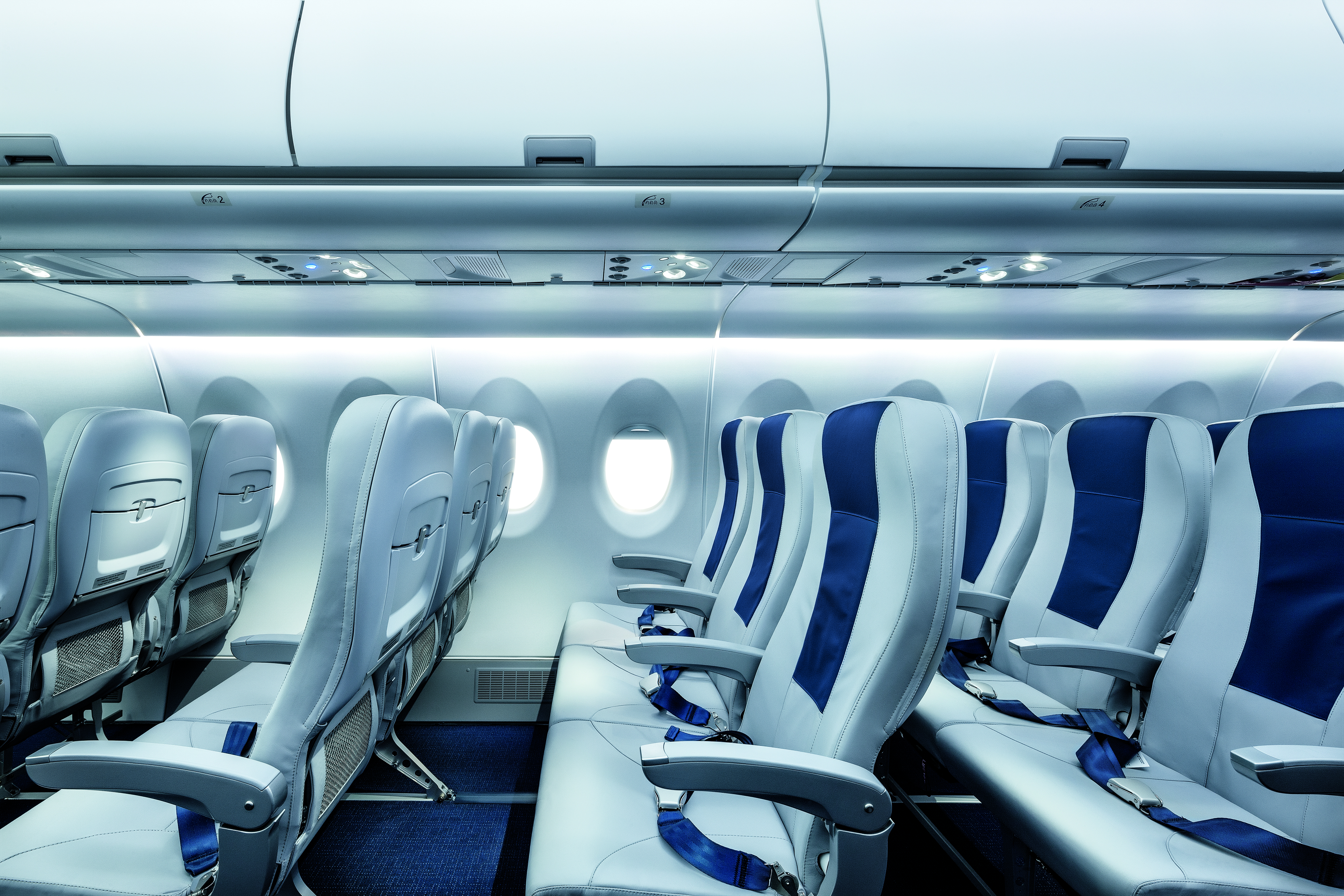
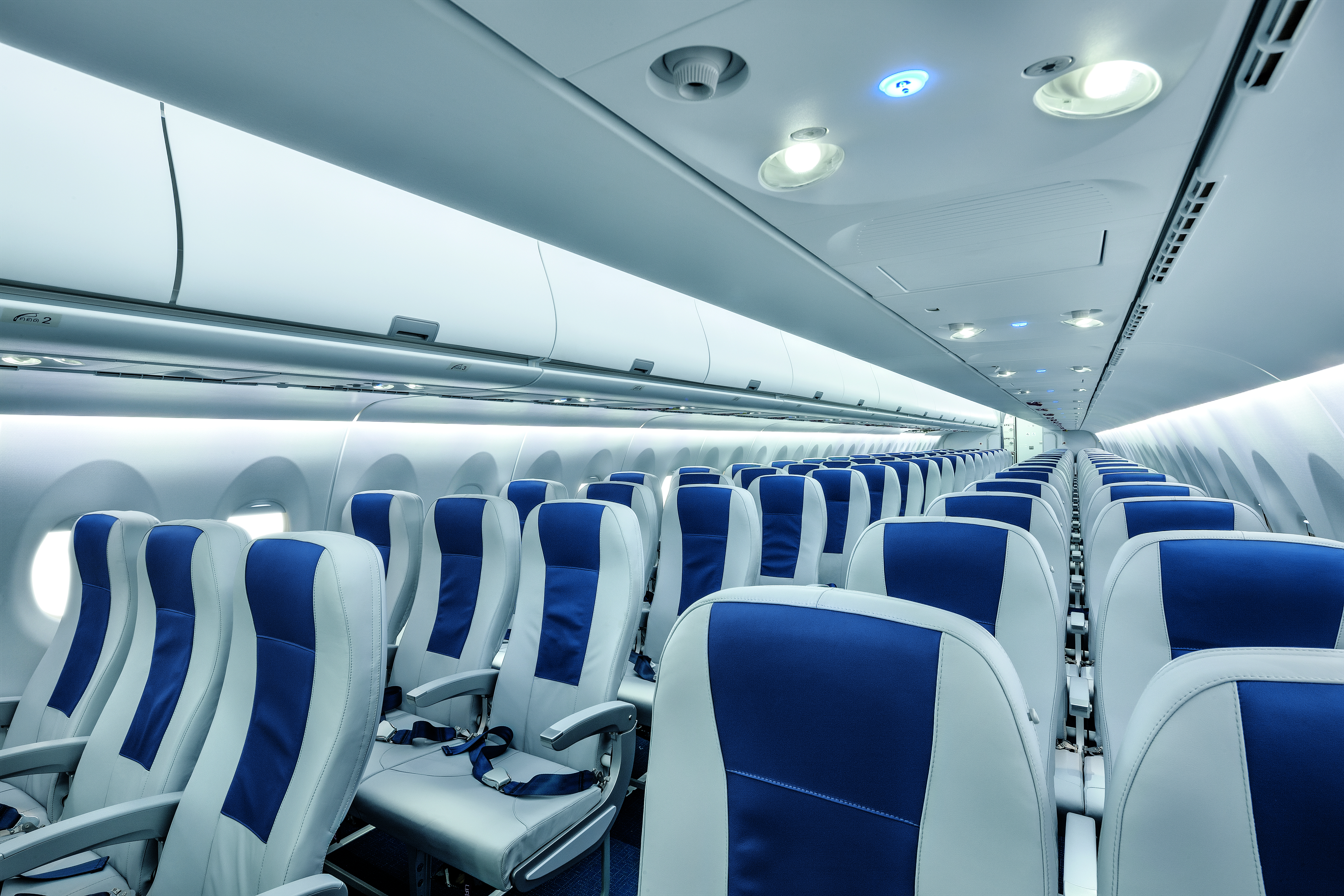
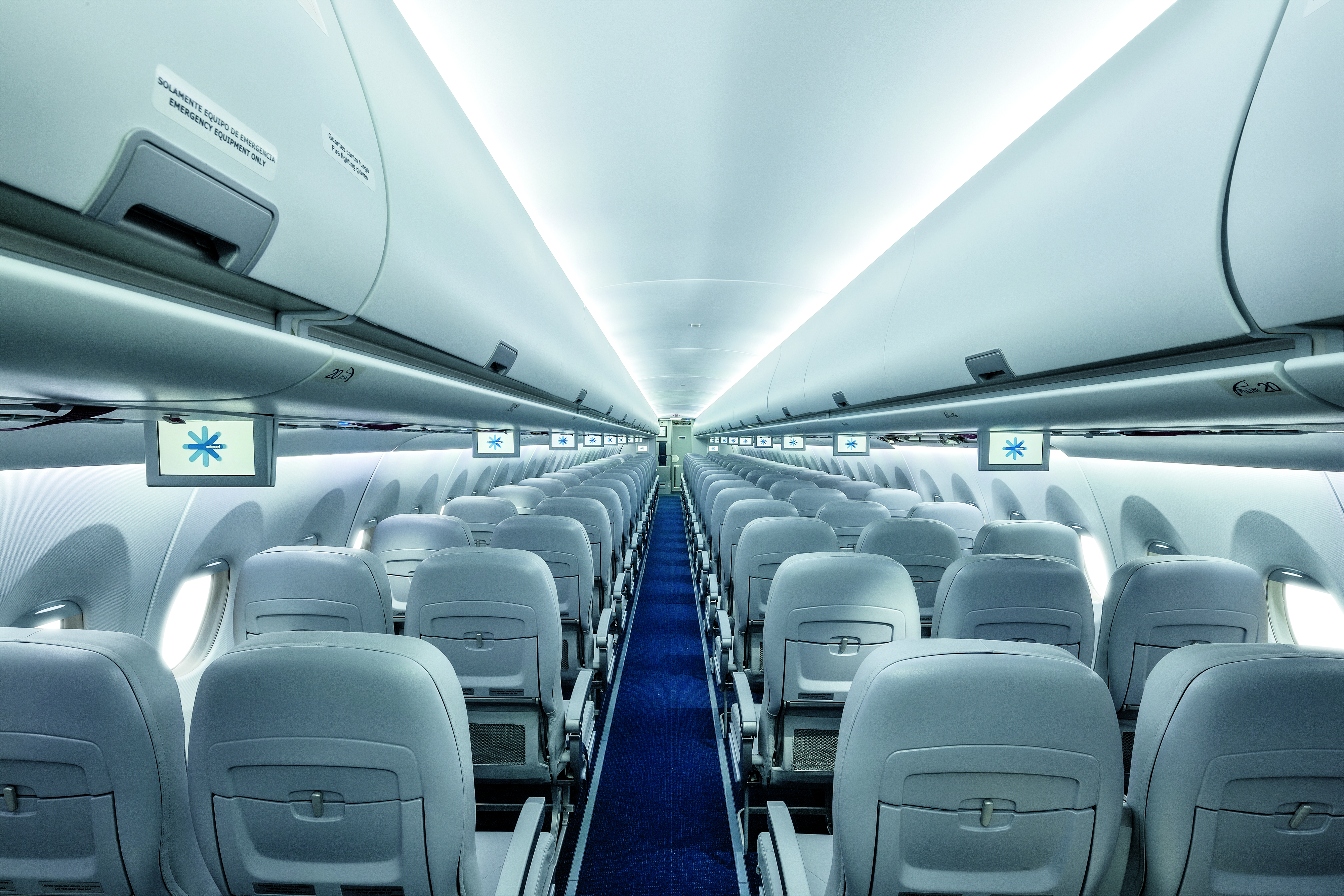
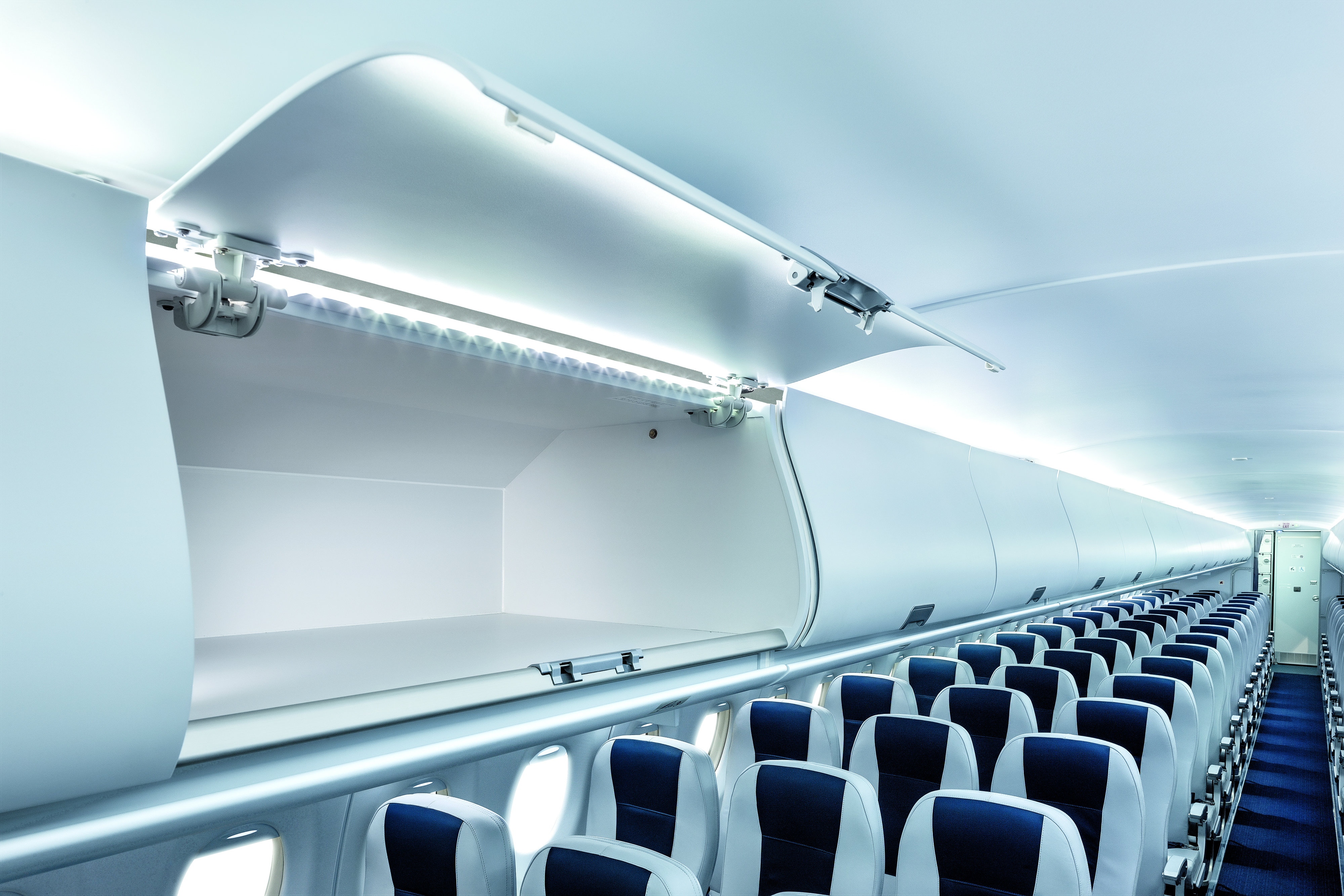